# 에이코인 (1624년)
에이코인(일본어: 永光院 간에이 원년(1624년) - 쇼토쿠 원년 10월 11일(1711년 11월 20일))은 에도 시대의 여성으로, 에도 막부 3대 쇼군 도쿠가와 이에미쓰의 측실이다. 문신인 로쿠조 아리즈미(六条有純)의 딸이며, 어머니는 오가키번 초대 번주 도다 우지카네(戸田氏鉄)의 양녀이다. 남동생은 고케(일본어: 高家)가 되어 막부를 시중든 도다 우시토요(戸田氏豊). 이름은 만(万), 통칭은 오만노가타(お万の方)이다.

## 경력
원래 이세 게이코인의 주지였지만 칸에이 16년(1639년)에 새로이 주지가 되었음을 알리기 위해 이에미쓰를 알현하였고 이에미쓰의 명을 받은 가스가노 쓰보네에 의해 오오쿠에 들어가게 된다. 환속 후에는 법명인 게이코인에서 만으로 이름을 고쳐 이에미쓰의 측실이 된다. 이때 머리카락이 다시 자랄 때까지 덴안야시키(田安屋敷, 고급주택중 하나)에 들어가야 했다고 한다. 이에미쓰의 총애가 깊었지만, 둘 사이의 아이는 없었다. 에도 막부에서는 삼대 이에미쓰 이후 관례상 고셋케나 황족가 출신의 미다이도코로(장군 정실)를 맞았지만 차기 쇼군의 생모가 된 사람은 없었고, 그 외에도 천황가·문신가문 출신의 생모를 둔 차기 쇼군이 태어난 적이 없어 오오쿠가 이를 관리했다고 짐작된다. 참의를 지낸 로쿠조 아리즈미의 딸인 만도 결코 예외는 아니어서, 임신할 때마다 낙태약 또는 불임약을 먹고 있었다는 속설도 있다. 다만 이에미쓰의 총애가 강해서 소우로토시요리(上臈御年寄)나 오토시요리(年寄)의 대접을 받았다.
가스가노 쓰보네의 사후에는 이에미쓰에 의해서 오오쿠내의 일을 총 관리하게 되어 가스가노 쓰보네의 후임으로서 오오쿠의 지배자가 되었다. 게이안 4년 4월 20일(1651년 6월 8일)에 이에미쓰가 사망한 후는, 다른 측실들과는 달라 락쇼쿠(긴머리채를 잘라냄)하고 중이 되지 않고, 「오바이노쿄쿠」(お梅の局)라고 이름을 바꾸어 오토시요리로서 다시 오오쿠쪽 근무를 시작했다고 전해지고 있지만, 실제 이에미쓰 사후의 그녀의 행적은 거의 알려지지않았기 때문에 오바이노쿄쿠라는 인물이 딴사람이라고 하는 설도 있다. 그러나, 메이레키 3년 1월 18일(1657년 3월 2일)에 일어난 토메소데화재(메이레키 대화재)로 에도성의 성의 중심 건물과 천수가 불타서 내려앉아 버려, 이에미쓰의 정실인 다카츠카사 다카코와 함께 코이시카와의 무량원에 피난했다고 기록되어 있다.그에 따라 적어도 이에쓰나의 재위시절에는 오오쿠에 있었다고 생각된다. 쇼토쿠 원년 10월 11일(1711년 11월 20일) 88세에 사망하였다. 묘소는 토쿄도 분쿄구 코이시카와의 무량원이다.

## 일화
에이코인은 일본 텔레비전 드라마나 소설의 영향으로 재색 겸비는 물론이고 현모양처와 같이 유순한 여성으로 이해하는 경우가 많지만, 실제로는 이에미쓰 시대 후기의 오오쿠의 지배자가 될 정도로 강하며, 신저택 축조시에 관리들의 서툰 솜씨를 쇼군에게 일일이 상세하게 보고하거나 막각(에도막부의 수뇌부)의 반대를 무릅쓰고 오오쿠에서 사루카쿠(옛 예술제)를 개최하는 등 엄청난 권력을 가진 여걸(女傑)이었다. 그래서 막각으로부터 「제2의 가스가노 쓰보네」로 불리었다고 한다. 또, 가스가노 쓰보네가 구축한 질실강건(성실하고 강건하다)인 무가풍의 가풍을, 오만은 화려하고 호사스러운 쿄토의 문신풍으로 바꾸어 나갔다고 한다. 그 의외에도 에이코인을 가스가노 쓰보네의 질녀였던 소신니(そしんに)라는 비구니가 조종하였다는 설도 있다.

## 에이코인을 연기한 배우
- 영화
  - 니노미야 사요코(二宮さよ子)："쇼군 이에미쓰의 난심의 격돌"(토에이, 1989년)
- 텔레비전 드라마
  - 사쿠라마치 히로코(桜町弘子)："오오쿠"(후지텔레비 계열, 1968년)
  - 이쿠타 에츠코(生田悦子)："도쿠가와의 부인들" (CX, 1974년)
  - 오카자키 유키："도쿠가와 삼국지"(NET TV, 1975-1976년)
  - 콘노 미사코(紺野美沙子)："오오쿠"(후지텔레비 계열, 1983년)
  - 모치다 리사："아오이 도쿠가와 삼대"(NHK, 2000년)
  - 세토 아사카："오오쿠 제１장"(후지텔레비 계열, 2004년)
  - 후쿠시 소타："오오쿠"(NHK, 2023년)